# Ali Reza Rezaji
Ali Reza Rezaji (pers.  عليرضا رضاي; ur. 11 lipca 1976 w Teheranie) – irański zapaśnik w stylu wolnym. Olimpijczyk z Aten 2004, gdzie zdobył srebrny medal w kategorii 120 kg.
Dwukrotny uczestnik mistrzostw świata, brąz w 2003. Złoty medalista igrzysk azjatyckich w 1998. Zdobył pięć medali na mistrzostwach Azji, złoty w 1999 i 2003. Pierwszy w Pucharze Świata w 2007; trzeci w 1996 i 2000; czwarty w 1998 i piąty w 1995. Akademicki mistrz świata w 2004. Drugi na wojskowych MŚ w 1997 roku.